# Mustafa Saadoon
Mustafa Sadoun Abbood Al Korji (in arabo مصطفى سعدون‎?; 25 maggio 2001) è un calciatore iracheno, difensore dell'Al-Quwa Al-Jawiya e della nazionale irachena.

## Carriera

### Club
Ha giocato in Iraq con Al-Kahraba e Al-Quwa Al-Jawiya.

### Nazionale
Ha giocato nella nazionale irachena Under-23.
Ha debuttato con la nazionale irachena il 13 ottobre 2023 nell'amichevole persa ai rigori contro il Qatar.
Nel 2024 è stato convocato dalla nazionale olimpica irachena per partecipare ai Giochi della XXXIII Olimpiade.

## Statistiche

### Cronologia presenze e reti in nazionale
| Cronologia completa delle presenze e delle reti in nazionale ― Iraq | Cronologia completa delle presenze e delle reti in nazionale ― Iraq | Cronologia completa delle presenze e delle reti in nazionale ― Iraq | Cronologia completa delle presenze e delle reti in nazionale ― Iraq | Cronologia completa delle presenze e delle reti in nazionale ― Iraq | Cronologia completa delle presenze e delle reti in nazionale ― Iraq | Cronologia completa delle presenze e delle reti in nazionale ― Iraq | Cronologia completa delle presenze e delle reti in nazionale ― Iraq |
| Data                                                                | Città                                                               | In casa                                                             | Risultato                                                           | Ospiti                                                              | Competizione                                                        | Reti                                                                | Note                                                                |
| ------------------------------------------------------------------- | ------------------------------------------------------------------- | ------------------------------------------------------------------- | ------------------------------------------------------------------- | ------------------------------------------------------------------- | ------------------------------------------------------------------- | ------------------------------------------------------------------- | ------------------------------------------------------------------- |
| 13-10-2023                                                          | Amman                                                               | Iraq                                                                | 0 – 0 dts (5 – 6 dtr)                                               | Qatar                                                               | Amichevole                                                          | -                                                                   | 82’                                                                 |
| 16-11-2023                                                          | Bassora                                                             | Iraq                                                                | 5 – 1                                                               | Indonesia                                                           | Qual. Mondiali 2026                                                 | -                                                                   | 85’                                                                 |
| 21-11-2023                                                          | Hanoi                                                               | Vietnam                                                             | 0 – 1                                                               | Iraq                                                                | Qual. Mondiali 2026                                                 | -                                                                   | 75’                                                                 |
| Totale                                                              |                                                                     | Presenze                                                            | 3                                                                   |                                                                     | Reti                                                                | 0                                                                   |                                                                     |

| Cronologia completa delle presenze e delle reti in nazionale ― Iraq olimpica | Cronologia completa delle presenze e delle reti in nazionale ― Iraq olimpica | Cronologia completa delle presenze e delle reti in nazionale ― Iraq olimpica | Cronologia completa delle presenze e delle reti in nazionale ― Iraq olimpica | Cronologia completa delle presenze e delle reti in nazionale ― Iraq olimpica | Cronologia completa delle presenze e delle reti in nazionale ― Iraq olimpica | Cronologia completa delle presenze e delle reti in nazionale ― Iraq olimpica | Cronologia completa delle presenze e delle reti in nazionale ― Iraq olimpica |
| Data                                                                         | Città                                                                        | In casa                                                                      | Risultato                                                                    | Ospiti                                                                       | Competizione                                                                 | Reti                                                                         | Note                                                                         |
| ---------------------------------------------------------------------------- | ---------------------------------------------------------------------------- | ---------------------------------------------------------------------------- | ---------------------------------------------------------------------------- | ---------------------------------------------------------------------------- | ---------------------------------------------------------------------------- | ---------------------------------------------------------------------------- | ---------------------------------------------------------------------------- |
| 24-7-2024                                                                    | Décines-Charpieu                                                             | Iraq                                                                         | 2 – 1                                                                        | Ucraina                                                                      | Olimpiadi 2024 - 1º turno                                                    | -                                                                            |                                                                              |
| 27-7-2024                                                                    | Décines-Charpieu                                                             | Argentina                                                                    | 3 – 1                                                                        | Iraq                                                                         | Olimpiadi 2024 - 1º turno                                                    | -                                                                            | 60’                                                                          |
| 30-7-2024                                                                    | Nizza                                                                        | Marocco                                                                      | 3 – 0                                                                        | Iraq                                                                         | Olimpiadi 2024 - 1º turno                                                    | -                                                                            | 79’                                                                          |
| Totale                                                                       |                                                                              | Presenze                                                                     | 3                                                                            |                                                                              | Reti                                                                         | 0                                                                            |                                                                              |